# Fokker D I
Die Fokker D I (Werksbezeichnung M 18) war ein deutsches Jagdflugzeug des Ersten Weltkriegs und der erste als Doppeldecker ausgelegte Typ dieser Gattung, der von der deutschen Fliegertruppe eingesetzt wurde. Einige Exemplare wurden an die k.u.k. Luftfahrtruppen geliefert und kamen dort als B III zum Einsatz.

## Entwicklung

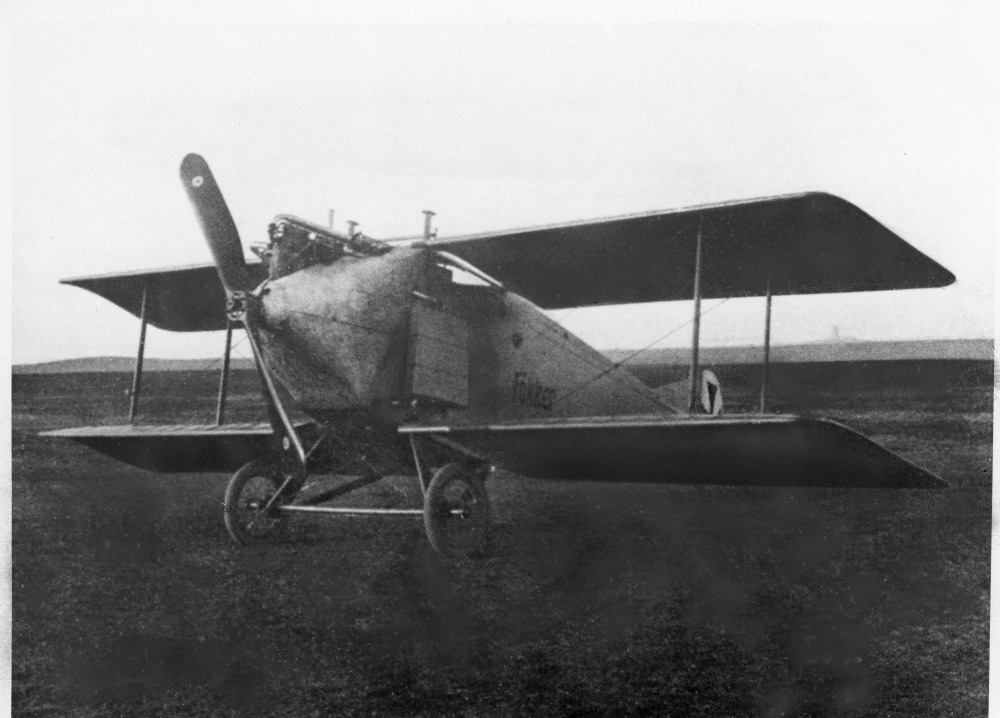
Der erste Prototyp der M 18

Mit dem Erscheinen von französischen und britischen Doppeldeckern wie der Airco DH.2 und Nieuport 11 ab Anfang 1916 an der Westfront erwiesen sich die bis dato erfolgreichen Fokker-Eindecker als überholt und veraltet. Dem versuchte die deutsche Luftfahrtindustrie mit der Entwicklung von eigenen Doppeldecker-Typen wie der Albatros D I zu begegnen. Bei Fokker beschäftigte sich Chefkonstrukteur Martin Kreutzer schon um die Jahreswende 1915/1916 mit derartigen Konstruktionen. Die erste in dieser Baureihe von insgesamt vier Typen war die M 18, die im Januar 1916 erschien. Der Prototyp mit der Werknummer 434 war als einstieliger Doppeldecker ausgelegt und mit einem 100-PS-Motor von Mercedes ausgerüstet. Nach den ersten Flügen erhielt er im Februar eine aerodynamischere Motorverkleidung sowie eine feststehende Seitenflosse vor dem Seitenruder. Die Anordnung des Tragwerks schränkte die Sicht des Flugzeugführers allerdings stark ein, weshalb die Entwicklung im März 1916 abgebrochen wurde.

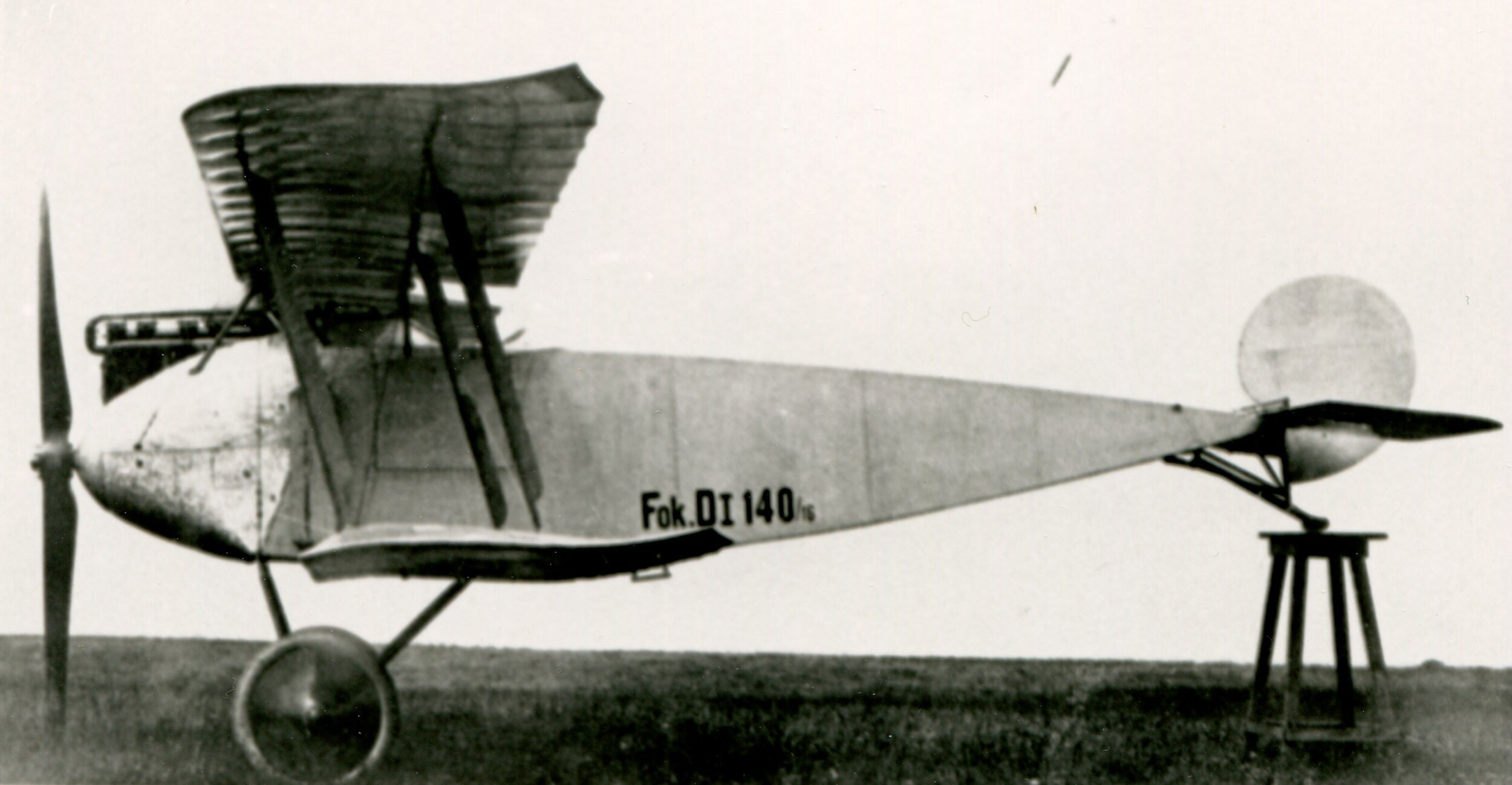
Das erste Serienflugzeug (Wnr. 670) ohne feststehende Seitenflosse

Ebenfalls im März erschien eine zweite M 18 mit der Werknummer 501 mit stärkerem 120-PS-Triebwerk, höher angesetzter oberer Tragfläche und zweistielig ausgeführtem Tragwerk. Sie diente als Ausgangsmuster für einen ersten Bauauftrag über 80 Flugzeug, dem größten der bis dahin für ein deutsches Jagdflugzeug vergeben worden war, und die Produktion lief im April 1916 unter der D-Typenbezeichnung D I als Baulos D.140–219/16 an. Nach ab dem 30. Mai in Adlershof durchgeführten Stabilitätstests mit der Vorgabe kleinerer Strukturverstärkungen wurde dem Typ sowie den zeitgleich entstandenen und bis auf die Motorisierung nahezu baugleichen Mustern D II–IV die Freigabe für den Fronteinsatz erteilt. Die ersten D I liefen der Truppe im Juni zu. Die Flugzeuge unterschieden sich in der Ausführung; so waren einige Exemplare mit Querrudern in den oberen Tragflächen und einem einfachen Pendelruder als Seitenleitwerk versehen. Der Großteil hingegen erhielt eine dem Seitenruder vorangestellte, feste Seitenflosse und Verwindungssteuerung. Das bestellte Baulos wurde bis zum Februar 1917 zusammen mit den zehn weiteren Werknummern D.1900–1909/16 von den Fokker-Werken ausgeliefert. Mit Stand vom Oktober 1916 befanden sich 74 D I im Fronteinsatz, deren Bestand sich bis zum Oktober folgenden Jahres auf lediglich ein Flugzeug reduzierte. Die im osmanischen Reich operierenden deutschen Fliegerabteilungen übergaben im November 1917 acht Fokker D I an die osmanische Fliegertruppe, die als FD 1 bis FD 8 flogen. Fünf davon wurden bei der Fliegerabteilung 9 zum Schutz der Hauptstadt Istanbul eingesetzt. Weitere im Laufe der Zeit durch modernere Typen ersetzte und aus der vordersten Linie herausgezogene D I gingen an Schuleinheiten und die im Aufbau befindlichen Kampf-Einsitzer-Staffeln zur Heimatverteidigung.
Die Kaiserliche Marine bestellte sechs D I, die im Juli/August 1916 mit den Werknummern 731–736 geliefert wurden.
Nachdem der M-18-Prototyp mit der Werknummer 501 im April 1916 in Wien vorgestellt wurde, bestellte auch Österreich 18 Flugzeuge, von denen 17 im August/September ohne Antrieb geliefert wurden. Sie erhielten einen schwächeren 100-PS-Motor und wurden als B III 04.11–04.27 für die Pilotenschulung eingesetzt. Ein paar erhielten ein auf dem Oberflügel montiertes Maschinengewehr von Schwarzlose oder Spandau-MG. Die Magyar Általános Gépgyár (Allgemeine Maschinenfabrik) in Ungarn produzierte acht B III 04.31–04.38 in Lizenz, die von den k.u.k. Luftfahrtruppen ebenfalls zur Schulung verwendet wurden. Ein Exemplar erhielt zu Testzwecken einen Steyr-Nachbau des 150-PS-Umlaufmotors von Le Rhône und absolvierte damit am 26. 1918 den ersten Flug.

## Konstruktion
Die Fokker D I ist ein zweistieliger, verspannter Doppeldecker in Gemischtbauweise mit rechteckigem und in einer senkrechten Schneide auslaufenden Rumpf. Dieser besteht aus einem im Motorbereich mit Blech beplankten und ansonsten stoffbespannten Stahlrohrgerüst. Das Tragwerk besteht aus Holzgerüsten mit Stoffbespannung, wobei Ober- und Unterflügel zu 17° gestaffelt sind. Die Verbindung zueinander erfolgt durch I-Stiele. Der Baldachin besteht aus Stahlrohr mit Holzbeplankung, Das Leitwerk ist ein freitragendes, stoffbespanntes Stahlrohrskelett. Das Fahrwerk besteht aus zwei Haupträdern mit durchgehender Achse sowie mit Draht ausgekreuzten Stahlrohr-V-Streben und Gummiseilfederung. Der Hecksporn besteht aus Holz und ist gummigefedert. Er ist durch vier Stahlrohrstreben mit dem Rumpf verbunden, von denen die hinterste gleichzeitig als Drehlager für das Seitenruder dient.

## Technische Daten
| Kenngröße                       | Daten (D I)                                                                                   | Daten (B III)                                                                                 |
| ------------------------------- | --------------------------------------------------------------------------------------------- | --------------------------------------------------------------------------------------------- |
| Besatzung                       | 1                                                                                             | 1                                                                                             |
| Spannweite                      | 9,05 m                                                                                        | 9,60 m                                                                                        |
| Länge                           | 5,70 m                                                                                        | 6,70                                                                                          |
| Höhe                            | 2,25 m                                                                                        | 1,32 m                                                                                        |
| Flügelfläche                    | 22,0 m²                                                                                       | 21,4 m²                                                                                       |
| Flügelstreckung                 | 3,72                                                                                          | 4,31                                                                                          |
| Leermasse                       | 463 kg                                                                                        | 480 kg                                                                                        |
| Startmasse                      | 671 kg                                                                                        | 730 kg                                                                                        |
| Antrieb                         | ein wassergekühlter Sechszylinder-Viertakt-Reihenmotor mit starrer Zweiblatt-Holzluftschraube | ein wassergekühlter Sechszylinder-Viertakt-Reihenmotor mit starrer Zweiblatt-Holzluftschraube |
| Typ                             | Mercedes D II                                                                                 | Mercedes D I                                                                                  |
| Nennleistung effektive Leistung | 120 PS (88 kW) bei 1400/min 129 PS (95 kW) am Boden                                           | 100 PS (74 kW) bei 1345/min 105 PS (77 kW) am Boden                                           |
| Kraftstoffvorrat                | 104 l                                                                                         | 104 l                                                                                         |
| Höchstgeschwindigkeit           | 150 km/h                                                                                      | 135 km/h                                                                                      |
| Steigzeit                       | 5 min auf 1000 m Höhe 11 min auf 2000 m Höhe 16 min auf 3000 m Höhe 28 min auf 4000 m Höhe    | 4 min auf 1000 m Höhe                                                                         |
| Flugdauer                       | 1,5 h                                                                                         |                                                                                               |
| Bewaffnung                      | ein starres 7,92-mm-Spandau-MG                                                                | ein starres 7,92-mm-Spandau-MG                                                                |